# Поджо-Сан-Марчелло
Поджо-Сан-Марчелло (итал. Poggio San Marcello) — коммуна в Италии, располагается в регионе Марке, в провинции Анкона.
Население составляет 763 человека (2008 г.), плотность населения составляет 57 чел./км². Занимает площадь 14 км². Почтовый индекс — 60030. Телефонный код — 0731.
Покровителем коммуны почитается святитель Николай Мирликийский, празднование 6 декабря.

## Демография
Динамика населения:

## Администрация коммуны
- Официальный сайт: https://web.archive.org/web/20090710050236/http://www.comune.poggiosanmarcello.an.it/Engine/RAServePG.aspx